# Hrvoje Majcunić
Hrvoje Majcunić (2. travnja 2002.) hrvatski je profesionalni košarkaš, igra za KK Goricu. 

S hrvatskom kadetskom košarkaškom reprezentacijom (do 16) osvojio je zlatnu medalju na Europskom prvenstvu 2018. u Srbiji.

Majcunić je dolaskom od 2016. godine nastupao za mlađe uzraste KK Cibona. Uz osvajanje dva kadetska i jednog juniorskog prvenstva Hrvatske, kao junior osvojio je i regionalnu ABA ligu za taj uzrast.